# سيلفي هينروتين ليونارد
سيلفي هينروتين ليونارد هي ممثلة كندية، ولدت في 17 يوليو 1955 في مونتريال في كندا.

## أعمال

### أفلام
- أيام الظلام

## وصلات خارجية
- سيلفي هينروتين ليونارد على موقع IMDb (الإنجليزية)
- سيلفي هينروتين ليونارد على موقع ألو سيني (الفرنسية)
- سيلفي هينروتين ليونارد على موقع أول موفي (الإنجليزية)
- سيلفي هينروتين ليونارد على موقع قاعدة بيانات الأفلام السويدية (السويدية)
- سيلفي هينروتين ليونارد على موقع قاعدة بيانات الفيلم (الإنجليزية)
- سيلفي هينروتين ليونارد على موقع كينوبويسك (الروسية)